# Mandela Family Museum
Il Mandela Family Museum è un piccolo museo dedicato alla vita di Nelson Mandela. Si trova a Soweto, nel quartiere di Orlando West, al numero 8115 di Ngakane Street, in una villetta di quattro stanze che fu la prima casa di Mandela.

## Storia della casa
Mandela andò ad abitare a Ngakane Street nel 1946 con la sua prima moglie Evelyn Ntoko Mase. La sua seconda moglie Winnie vi si trasferì nel 1958, e rimase nella casa con le sue figlie anche durante la prigionia del marito. Quando Mandela fu scarcerato, espresse il desiderio di tornare a vivere nella casa di Orlando, ma per motivi di sicurezza non poté rimanerci per molto.

## Il museo
La casa conserva memorabilia di vari tipi relative alla vita di Mandela, inclusi premi e onorificenze attribuiti a Mandela da università e altre istituzioni di tutto il mondo, ritagli di giornale, foto di famiglia, ritratti e altri oggetti. Il museo è aperto ai visitatori tutti i giorni, e si trova a poca distanza da numerosi altri luoghi importanti per la storia di Soweto nell'epoca della lotta all'apartheid, come lo Hector Pieterson Memorial e la casa di Desmond Tutu.